# Volta a Alemanya 2019
La Volta a Alemanya 2019, 34a edició de la Volta a Alemanya, es disputà entre el 29 d'agost i l'1 de setembre de 2019 sobre un recorregut de 703 km repartits quatre etapes. La cursa formava part del calendari de l'UCI Europa Tour 2019, amb una categoria 2.HC.
El vencedor final fou el belga Jasper Stuyven (Trek-Segafredo), mentre Sonny Colbrelli (Bahrain-Merida) i Yves Lampaert (Deceuninck-Quick Step) completaren el podi.

## Equips
L'organització convidà a prendre part en la cursa a quinze equips UCI WorldTeams, tres equips continentals professionals i quatre equips continentals:
| WorldTeams (15)- AG2R La Mondiale - Astana - Bahrain-Merida - Bora-hansgrohe - CCC Team - Deceuninck-Quick Step - EF Education First - Lotto Soudal - Dimension Data - Ineos - Team Jumbo-Visma - Katusha-Alpecin - Team Sunweb - Trek-Segafredo - UAE Team Emirates Equips continentals professionals (3)- Gazprom-RusVelo - Arkéa-Samsic - Wanty-Groupe Gobert Equips continentals (4)- Bike Aid - Dauner-AKKON - Lotto-Kern-Haus - P&S Metalltechnik |
| |

## Etapes
| Etapa    | Data      | Ciutats d'etapa        | type                    | Distància (km) | Vencedor de l'etapa | Líder de la general |
| -------- | --------- | ---------------------- | ----------------------- | -------------- | ------------------- | ------------------- |
| 1a etapa | 29 de ago | Hannover – Halberstadt | etapa plana             | 167            | Pascal Ackermann    | Pascal Ackermann    |
| 2a etapa | 30 de ago | Marburg – Göttingen    | etapa accidentada       | 199            | Alexander Kristoff  | Alexander Kristoff  |
| 3a etapa | 31 de ago | Göttingen – Eisenach   | etapa accidentada       | 177            | Kasper Asgreen      | Jasper Stuyven      |
| 4a etapa | 1 de set  | Eisenach – Erfurt      | etapa de mitja muntanya | 160            | Sonny Colbrelli     | Jasper Stuyven      |

### Etapa 1
| \| Classificació de l'etapa \| Classificació de l'etapa \| Classificació de l'etapa \| Classificació de l'etapa \| Classificació de l'etapa \| \| Corredor \| Corredor \| Equip \| Temps \| \| \| ------------------------ \| --------------------------- \| ------------------------ \| ------------------------ \| ------------------------ \| \| 1r \| Pascal Ackermann \| Bora-Hansgrohe \| 3h 49' 30" \| \| \| 2n \| Alexander Kristoff \| UAE Team Emirates \| + 0" \| \| \| 3r \| Simone Consonni \| UAE Team Emirates \| + 0" \| \| \| 4t \| Cees Bol \| Team Sunweb \| + 0" \| \| \| 5è \| Jasper Stuyven \| Trek-Segafredo \| + 0" \| \| \| 6è \| Kasper Asgreen \| Deceuninck-Quick Step \| + 0" \| \| \| 7è \| Reinardt Janse van Rensburg \| Dimension Data \| + 0" \| \| \| 8è \| Nico Denz \| AG2R La Mondiale \| + 0" \| \| \| 9è \| Nils Politt \| Katusha-Alpecin \| + 0" \| \| \| 10è \| Sonny Colbrelli \| Bahrain-Merida \| + 0" \| \| |                             |                       |            |
| |                             |                       |            |
| Font: ProCyclingStats |                             |                       |            |
| Classificació de l'etapa |                             |                       |            |
| Corredor | Corredor                    | Equip                 | Temps      |
| 1r | Pascal Ackermann            | Bora-Hansgrohe        | 3h 49' 30" |
| 2n | Alexander Kristoff          | UAE Team Emirates     | + 0"       |
| 3r | Simone Consonni             | UAE Team Emirates     | + 0"       |
| 4t | Cees Bol                    | Team Sunweb           | + 0"       |
| 5è | Jasper Stuyven              | Trek-Segafredo        | + 0"       |
| 6è | Kasper Asgreen              | Deceuninck-Quick Step | + 0"       |
| 7è | Reinardt Janse van Rensburg | Dimension Data        | + 0"       |
| 8è | Nico Denz                   | AG2R La Mondiale      | + 0"       |
| 9è | Nils Politt                 | Katusha-Alpecin       | + 0"       |
| 10è | Sonny Colbrelli             | Bahrain-Merida        | + 0"       |

| \| Classificació general \| Classificació general \| Classificació general \| Classificació general \| Classificació general \| \| Corredor \| Corredor \| Equip \| Temps \| \| \| --------------------- \| --------------------------- \| --------------------- \| --------------------- \| --------------------- \| \| 1r \| Pascal Ackermann \| Bora-Hansgrohe \| 3h 49' 20" \| \| \| 2n \| Alexander Kristoff \| UAE Team Emirates \| + 4" \| \| \| 3r \| Simone Consonni \| UAE Team Emirates \| + 6" \| \| \| 4t \| Tom-Jelte Slagter \| Dimension Data \| + 8" \| \| \| 5è \| Kasper Asgreen \| Deceuninck-Quick Step \| + 9" \| \| \| 6è \| Cees Bol \| Team Sunweb \| + 10" \| \| \| 7è \| Jasper Stuyven \| Trek-Segafredo \| + 10" \| \| \| 8è \| Reinardt Janse van Rensburg \| Dimension Data \| + 10" \| \| \| 9è \| Nico Denz \| AG2R La Mondiale \| + 10" \| \| \| 10è \| Nils Politt \| Katusha-Alpecin \| + 10" \| \| |                             |                       |            |
| |                             |                       |            |
| Font: ProCyclingStats |                             |                       |            |
| Classificació general |                             |                       |            |
| Corredor | Corredor                    | Equip                 | Temps      |
| 1r | Pascal Ackermann            | Bora-Hansgrohe        | 3h 49' 20" |
| 2n | Alexander Kristoff          | UAE Team Emirates     | + 4"       |
| 3r | Simone Consonni             | UAE Team Emirates     | + 6"       |
| 4t | Tom-Jelte Slagter           | Dimension Data        | + 8"       |
| 5è | Kasper Asgreen              | Deceuninck-Quick Step | + 9"       |
| 6è | Cees Bol                    | Team Sunweb           | + 10"      |
| 7è | Jasper Stuyven              | Trek-Segafredo        | + 10"      |
| 8è | Reinardt Janse van Rensburg | Dimension Data        | + 10"      |
| 9è | Nico Denz                   | AG2R La Mondiale      | + 10"      |
| 10è | Nils Politt                 | Katusha-Alpecin       | + 10"      |

### Etapa 2
| \| Classificació de l'etapa \| Classificació de l'etapa \| Classificació de l'etapa \| Classificació de l'etapa \| Classificació de l'etapa \| \| Corredor \| Corredor \| Equip \| Temps \| \| \| ------------------------ \| --------------------------- \| ------------------------ \| ------------------------ \| ------------------------ \| \| 1r \| Alexander Kristoff \| UAE Team Emirates \| 4h 21' 04" \| \| \| 2n \| Sonny Colbrelli \| Bahrain-Merida \| + 0" \| \| \| 3r \| Yves Lampaert \| Deceuninck-Quick Step \| + 0" \| \| \| 4t \| Ben Swift \| Team Ineos \| + 0" \| \| \| 5è \| Jasper Stuyven \| Trek-Segafredo \| + 0" \| \| \| 6è \| Reinardt Janse van Rensburg \| Dimension Data \| + 0" \| \| \| 7è \| Marc Hirschi \| Team Sunweb \| + 0" \| \| \| 8è \| Timo Roosen \| Team Jumbo-Visma \| + 0" \| \| \| 9è \| Toms Skujiņš \| Trek-Segafredo \| + 0" \| \| \| 10è \| Jens Keukeleire \| Lotto-Soudal \| + 0" \| \| |                             |                       |            |
| |                             |                       |            |
| Font: ProCyclingStats |                             |                       |            |
| Classificació de l'etapa |                             |                       |            |
| Corredor | Corredor                    | Equip                 | Temps      |
| 1r | Alexander Kristoff          | UAE Team Emirates     | 4h 21' 04" |
| 2n | Sonny Colbrelli             | Bahrain-Merida        | + 0"       |
| 3r | Yves Lampaert               | Deceuninck-Quick Step | + 0"       |
| 4t | Ben Swift                   | Team Ineos            | + 0"       |
| 5è | Jasper Stuyven              | Trek-Segafredo        | + 0"       |
| 6è | Reinardt Janse van Rensburg | Dimension Data        | + 0"       |
| 7è | Marc Hirschi                | Team Sunweb           | + 0"       |
| 8è | Timo Roosen                 | Team Jumbo-Visma      | + 0"       |
| 9è | Toms Skujiņš                | Trek-Segafredo        | + 0"       |
| 10è | Jens Keukeleire             | Lotto-Soudal          | + 0"       |

| \| Classificació general \| Classificació general \| Classificació general \| Classificació general \| Classificació general \| \| Corredor \| Corredor \| Equip \| Temps \| \| \| --------------------- \| --------------------------- \| --------------------- \| --------------------- \| --------------------- \| \| 1r \| Alexander Kristoff \| UAE Team Emirates \| 8h 10' 18" \| \| \| 2n \| Sonny Colbrelli \| Bahrain-Merida \| + 10" \| \| \| 3r \| Yves Lampaert \| Deceuninck-Quick Step \| + 12" \| \| \| 4t \| Marc Hirschi \| Team Sunweb \| + 13" \| \| \| 5è \| Aleksei Lutsenko \| Astana \| + 14" \| \| \| 6è \| Tom-Jelte Slagter \| Dimension Data \| + 14" \| \| \| 7è \| Diego Ulissi \| UAE Team Emirates \| + 15" \| \| \| 8è \| Jasper Stuyven \| Trek-Segafredo \| + 16" \| \| \| 9è \| Reinardt Janse van Rensburg \| Dimension Data \| + 16" \| \| \| 10è \| Ben Swift \| Team Ineos \| + 16" \| \| |                             |                       |            |
| |                             |                       |            |
| Font: ProCyclingStats |                             |                       |            |
| Classificació general |                             |                       |            |
| Corredor | Corredor                    | Equip                 | Temps      |
| 1r | Alexander Kristoff          | UAE Team Emirates     | 8h 10' 18" |
| 2n | Sonny Colbrelli             | Bahrain-Merida        | + 10"      |
| 3r | Yves Lampaert               | Deceuninck-Quick Step | + 12"      |
| 4t | Marc Hirschi                | Team Sunweb           | + 13"      |
| 5è | Aleksei Lutsenko            | Astana                | + 14"      |
| 6è | Tom-Jelte Slagter           | Dimension Data        | + 14"      |
| 7è | Diego Ulissi                | UAE Team Emirates     | + 15"      |
| 8è | Jasper Stuyven              | Trek-Segafredo        | + 16"      |
| 9è | Reinardt Janse van Rensburg | Dimension Data        | + 16"      |
| 10è | Ben Swift                   | Team Ineos            | + 16"      |

### Etapa 3
| \| Classificació de l'etapa \| Classificació de l'etapa \| Classificació de l'etapa \| Classificació de l'etapa \| Classificació de l'etapa \| \| Corredor \| Corredor \| Equip \| Temps \| \| \| ------------------------ \| ------------------------ \| ------------------------ \| ------------------------ \| ------------------------ \| \| 1r \| Kasper Asgreen \| Deceuninck-Quick Step \| 4h 27' 53" \| \| \| 2n \| Jasper Stuyven \| Trek-Segafredo \| + 0" \| \| \| 3r \| Sonny Colbrelli \| Bahrain-Merida \| + 17" \| \| \| 4t \| Yves Lampaert \| Deceuninck-Quick Step \| + 17" \| \| \| 5è \| Tom-Jelte Slagter \| Dimension Data \| + 17" \| \| \| 6è \| Marc Hirschi \| Team Sunweb \| + 17" \| \| \| 7è \| Toms Skujiņš \| Trek-Segafredo \| + 17" \| \| \| 8è \| Jens Keukeleire \| Lotto-Soudal \| + 17" \| \| \| 9è \| Diego Ulissi \| UAE Team Emirates \| + 17" \| \| \| 10è \| Jhonatan Narváez Prado \| Team Ineos \| + 17" \| \| |                        |                       |            |
| |                        |                       |            |
| Font: ProCyclingStats |                        |                       |            |
| Classificació de l'etapa |                        |                       |            |
| Corredor | Corredor               | Equip                 | Temps      |
| 1r | Kasper Asgreen         | Deceuninck-Quick Step | 4h 27' 53" |
| 2n | Jasper Stuyven         | Trek-Segafredo        | + 0"       |
| 3r | Sonny Colbrelli        | Bahrain-Merida        | + 17"      |
| 4t | Yves Lampaert          | Deceuninck-Quick Step | + 17"      |
| 5è | Tom-Jelte Slagter      | Dimension Data        | + 17"      |
| 6è | Marc Hirschi           | Team Sunweb           | + 17"      |
| 7è | Toms Skujiņš           | Trek-Segafredo        | + 17"      |
| 8è | Jens Keukeleire        | Lotto-Soudal          | + 17"      |
| 9è | Diego Ulissi           | UAE Team Emirates     | + 17"      |
| 10è | Jhonatan Narváez Prado | Team Ineos            | + 17"      |

| \| Classificació general \| Classificació general \| Classificació general \| Classificació general \| Classificació general \| \| Corredor \| Corredor \| Equip \| Temps \| \| \| --------------------- \| --------------------- \| --------------------- \| --------------------- \| --------------------- \| \| 1r \| Jasper Stuyven \| Trek-Segafredo \| 12h 38' 21" \| \| \| 2n \| Sonny Colbrelli \| Bahrain-Merida \| + 13" \| \| \| 3r \| Aleksei Lutsenko \| Astana \| + 18" \| \| \| 4t \| Yves Lampaert \| Deceuninck-Quick Step \| + 19" \| \| \| 5è \| Marc Hirschi \| Team Sunweb \| + 20" \| \| \| 6è \| Diego Ulissi \| UAE Team Emirates \| + 20" \| \| \| 7è \| Tom-Jelte Slagter \| Dimension Data \| + 21" \| \| \| 8è \| Jonas Vingegaard \| Team Jumbo-Visma \| + 22" \| \| \| 9è \| Jens Keukeleire \| Lotto-Soudal \| + 23" \| \| \| 10è \| Toms Skujiņš \| Trek-Segafredo \| + 23" \| \| |                   |                       |             |
| |                   |                       |             |
| Font: ProCyclingStats |                   |                       |             |
| Classificació general |                   |                       |             |
| Corredor | Corredor          | Equip                 | Temps       |
| 1r | Jasper Stuyven    | Trek-Segafredo        | 12h 38' 21" |
| 2n | Sonny Colbrelli   | Bahrain-Merida        | + 13"       |
| 3r | Aleksei Lutsenko  | Astana                | + 18"       |
| 4t | Yves Lampaert     | Deceuninck-Quick Step | + 19"       |
| 5è | Marc Hirschi      | Team Sunweb           | + 20"       |
| 6è | Diego Ulissi      | UAE Team Emirates     | + 20"       |
| 7è | Tom-Jelte Slagter | Dimension Data        | + 21"       |
| 8è | Jonas Vingegaard  | Team Jumbo-Visma      | + 22"       |
| 9è | Jens Keukeleire   | Lotto-Soudal          | + 23"       |
| 10è | Toms Skujiņš      | Trek-Segafredo        | + 23"       |

### Etapa 4
| \| Classificació de l'etapa \| Classificació de l'etapa \| Classificació de l'etapa \| Classificació de l'etapa \| Classificació de l'etapa \| \| Corredor \| Corredor \| Equip \| Temps \| \| \| ------------------------ \| ------------------------ \| ------------------------ \| ------------------------ \| ------------------------ \| \| 1r \| Sonny Colbrelli \| Bahrain-Merida \| 3h 44' 48" \| \| \| 2n \| Yves Lampaert \| Deceuninck-Quick Step \| + 0" \| \| \| 3r \| Alexander Kristoff \| UAE Team Emirates \| + 0" \| \| \| 4t \| Aleksei Lutsenko \| Astana \| + 0" \| \| \| 5è \| Jasper Stuyven \| Trek-Segafredo \| + 0" \| \| \| 6è \| Diego Ulissi \| UAE Team Emirates \| + 0" \| \| \| 7è \| Cees Bol \| Team Sunweb \| + 0" \| \| \| 8è \| Ben Swift \| Team Ineos \| + 0" \| \| \| 9è \| Tom-Jelte Slagter \| Dimension Data \| + 0" \| \| \| 10è \| Simon Geschke \| CCC Team \| + 0" \| \| |                    |                       |            |
| |                    |                       |            |
| Font: ProCyclingStats |                    |                       |            |
| Classificació de l'etapa |                    |                       |            |
| Corredor | Corredor           | Equip                 | Temps      |
| 1r | Sonny Colbrelli    | Bahrain-Merida        | 3h 44' 48" |
| 2n | Yves Lampaert      | Deceuninck-Quick Step | + 0"       |
| 3r | Alexander Kristoff | UAE Team Emirates     | + 0"       |
| 4t | Aleksei Lutsenko   | Astana                | + 0"       |
| 5è | Jasper Stuyven     | Trek-Segafredo        | + 0"       |
| 6è | Diego Ulissi       | UAE Team Emirates     | + 0"       |
| 7è | Cees Bol           | Team Sunweb           | + 0"       |
| 8è | Ben Swift          | Team Ineos            | + 0"       |
| 9è | Tom-Jelte Slagter  | Dimension Data        | + 0"       |
| 10è | Simon Geschke      | CCC Team              | + 0"       |

## Classificació final
| \| Classificació general \| Classificació general \| Classificació general \| Classificació general \| Classificació general \| \| Corredor \| Corredor \| Equip \| Temps \| \| \| --------------------- \| --------------------- \| --------------------- \| --------------------- \| --------------------- \| \| 1r \| Jasper Stuyven \| Trek-Segafredo \| 16h 23' 09" \| \| \| 2n \| Sonny Colbrelli \| Bahrain-Merida \| + 3" \| \| \| 3r \| Yves Lampaert \| Deceuninck-Quick Step \| + 12" \| \| \| 4t \| Aleksei Lutsenko \| Astana \| + 15" \| \| \| 5è \| Diego Ulissi \| UAE Team Emirates \| + 20" \| \| \| 6è \| Marc Hirschi \| Team Sunweb \| + 20" \| \| \| 7è \| Jens Keukeleire \| Lotto-Soudal \| + 21" \| \| \| 8è \| Tom-Jelte Slagter \| Dimension Data \| + 21" \| \| \| 9è \| Jonas Vingegaard \| Team Jumbo-Visma \| + 22" \| \| \| 10è \| Toms Skujiņš \| Trek-Segafredo \| + 23" \| \| |                   |                       |             |
| |                   |                       |             |
| Font: ProCyclingStats |                   |                       |             |
| Classificació general |                   |                       |             |
| Corredor | Corredor          | Equip                 | Temps       |
| 1r | Jasper Stuyven    | Trek-Segafredo        | 16h 23' 09" |
| 2n | Sonny Colbrelli   | Bahrain-Merida        | + 3"        |
| 3r | Yves Lampaert     | Deceuninck-Quick Step | + 12"       |
| 4t | Aleksei Lutsenko  | Astana                | + 15"       |
| 5è | Diego Ulissi      | UAE Team Emirates     | + 20"       |
| 6è | Marc Hirschi      | Team Sunweb           | + 20"       |
| 7è | Jens Keukeleire   | Lotto-Soudal          | + 21"       |
| 8è | Tom-Jelte Slagter | Dimension Data        | + 21"       |
| 9è | Jonas Vingegaard  | Team Jumbo-Visma      | + 22"       |
| 10è | Toms Skujiņš      | Trek-Segafredo        | + 23"       |

## Evolució de les classificacions
| Etapa                  | Vencedor               | Classificació general | Classificació de la muntanya | Classificació per punts | Classificació dels joves | Classificació por equips |
| ---------------------- | ---------------------- | --------------------- | ---------------------------- | ----------------------- | ------------------------ | ------------------------ |
| 1.ª                    | Pascal Ackermann       | Pascal Ackermann      | Julien Bernard               | Pascal Ackermann        | Pascal Ackermann         | UAE Emirates             |
| 2.ª                    | Alexander Kristoff     | Alexander Kristoff    | Davide Villella              | Alexander Kristoff      | Marc Hirschi             | UAE Emirates             |
| 3.ª                    | Kasper Asgreen         | Jasper Stuyven        | Vincenzo Nibali              | Alexander Kristoff      | Marc Hirschi             | Deceuninck-Quick Step    |
| 4.ª                    | Sonny Colbrelli        | Jasper Stuyven        | Magnus Cort                  | Sonny Colbrelli         | Marc Hirschi             | Deceuninck-Quick Step    |
| Classificacions finals | Classificacions finals | Jasper Stuyven        | Magnus Cort                  | Sonny Colbrelli         | Marc Hirschi             | Deceuninck-Quick Step    |